# Чеви Чејс Секшон Три (Мериленд)
Чеви Чејс Секшон Три (енгл. Chevy Chase Section Three) град је у америчкој савезној држави Мериленд.

## Демографија
По попису из 2010. године број становника је 760, што је 13 (-1,7%) становника мање него 2000. године.
| Група             | 2000.       | 2010.       |
| Белци             | 699 (90,4%) | 675 (88,8%) |
| Афроамериканци    | 3 (0,4%)    | 10 (1,3%)   |
| Азијати           | 13 (1,7%)   | 20 (2,6%)   |
| Хиспаноамериканци | 42 (5,4%)   | 30 (3,9%)   |
| Укупно            | 773         | 760         |